# Psychropotes verrucicaudatus
Psychropotes verrucicaudatus — вид голотурій родини Psychropotidae . Описаний у 2019 році.

## Поширення
Глибоководний вид, що поширений в Тихому океані. Типовий зразок знайдено на схилах підводної гори Цзяолун у Південно-Китайському морі. Один екземпляр був вилучений пілотованим підводним апаратом з м'якого дна на глибині 3615 м.

## Опис
Psychropotes verrucicaudatus має фіолетове тіло, оточене краєм зрощених трубчастих ніжок, непарний дорсальний відросток, 16 щупалець і два ряди середньочеревних трубчастих ніжок. І спинна шкіра, і непарний спинний відросток вкриті помітними бородавками. Кісточки стінки тіла є хрестами з трьома або чотирма плечами та коротким центральним апофізом; крім того, гігантський хрест присутній в кожній бородавці спинної шкіри; щупальця кісточки — палички з шипами. Новий вид відрізняється від своїх однорідників дуже коротким і бородавчастим спинним відростком.

## Оригінальний опис
- Xiao, N.; Gong, L.; Kou, Q.; Li, X. (2019). Psychropotes verrucicaudatus, a new species of deep-sea holothurian (Echinodermata: Holothuroidea: Elasipodida: Psychropotidae) from a seamount in the South China Sea. Bulletin of Marine Science. 95(3): 421-430.